# Koktebel
Koktebel (en russe : Коктебель ; en ukrainien : Коктебель ; en tatar de Crimée : Köktöbel) est une commune urbaine de république autonome de Crimée, en Ukraine, occupée par la Russie depuis 2014, et une station balnéaire très populaire de la côte de la mer Noire. Sa population s'élevait à 2 863 habitants en 2013.

## Géographie
Koktebel est située à 91 km à l'est de Simferopol, à mi-chemin entre Soudak et Feodossia au sud-est de la péninsule. La Réserve naturelle de Karadag en est proche.

## Histoire
Köktöbel est un nom d'origine turque, qui signifie « Pays des collines bleues » en tatar de Crimée. Le nom soviétique, Planerskoïe en russe, vient de planeur. Les collines qui dominent la côte accueillirent en effet les premiers essais d'engins plus lourds que l'air pilotés par les pionniers russes de l'aviation. L'aérodrome local s'appelle toujours Planerskoïe.
Koktebel a le statut de commune urbaine depuis 1938 et dépend administrativement de la municipalité de Théodosie.

## Population

### Démographie
Recensements (*) ou estimations de la population :
| 1926* | 1931  | 1939* | 1970* | 1979* |
| ----- | ----- | ----- | ----- | ----- |
| 686   | 1 298 | 1 298 | 2 223 | 2 902 |

| 1989* | 2001* | 2011  | 2012  | 2013  |
| ----- | ----- | ----- | ----- | ----- |
| 2 705 | 2 841 | 2 844 | 2 833 | 2 863 |

### Nationalités
Au recensement de 1926, Koktebel comptait 686 habitants, dont 402 Bulgares, 170 Russes, 76 Grecs, 14 Ukrainiens et 12 Tatars de Crimée.
En 2001, la population comprenait 50 pour cent de Russes et 36 pour cent d'Ukrainiens, etc.

## Station balnéaire
À l'époque soviétique, Koktebel — alors Planerskoïe — était connue comme un lieu de vacances pour les écrivains, mais était aussi réputée pour son « cognac » ukrainien, sa plage naturiste, la plus grande d'URSS, et le deltaplane.
Koktebel est envahie en été de touristes en provenance de Russie et d'Ukraine. Les roubles et les dollars sont échangés facilement dans ses kiosques le long des plages. Le littoral est partagé entre des plages publiques et des plages privées sur 3 km. Une allée pavée longe toute la baie de Koktebel. Le front de mer est bordé de petits restaurants, de cafés, de kiosques et de petits marchés d'objets d'art et d'artisanat, de poisson séché ou de gâteaux de fabrication artisanale. Dans la soirée, de petites discothèques animent la plage, offrant de la musique, de la bière et des chachlyks. La cuisine est principalement tatare, mais de la nourriture russe et ukrainienne sont également proposées. Des excursions en bateau, des visites dans les environs (monastère, usine de « cognac »), des activités sportives (équitation, deltaplane), sont possibles. De petits hôtels et des centaines de pensions gérées par les habitants permettent de loger les touristes.

## Culture
Le nom de Koktebel est associé à la littérature depuis que le poète russe Maximilian Volochine y fixa sa résidence. Il y recevait de nombreux artistes, poètes ou écrivains, tels que Marina Tsvetaïeva (en 1911), Ossip Mandelstam ou Andreï Biély. Koktebel leur inspira des poèmes remarquables. Après la mort du poète, sa maison devint la très officielle « Maison de repos des hommes de lettres d'Union soviétique ».
Le festival Jazz Koktebel s’y déroule chaque année depuis 2003 vers fin août ou début septembre.

## Viticulture

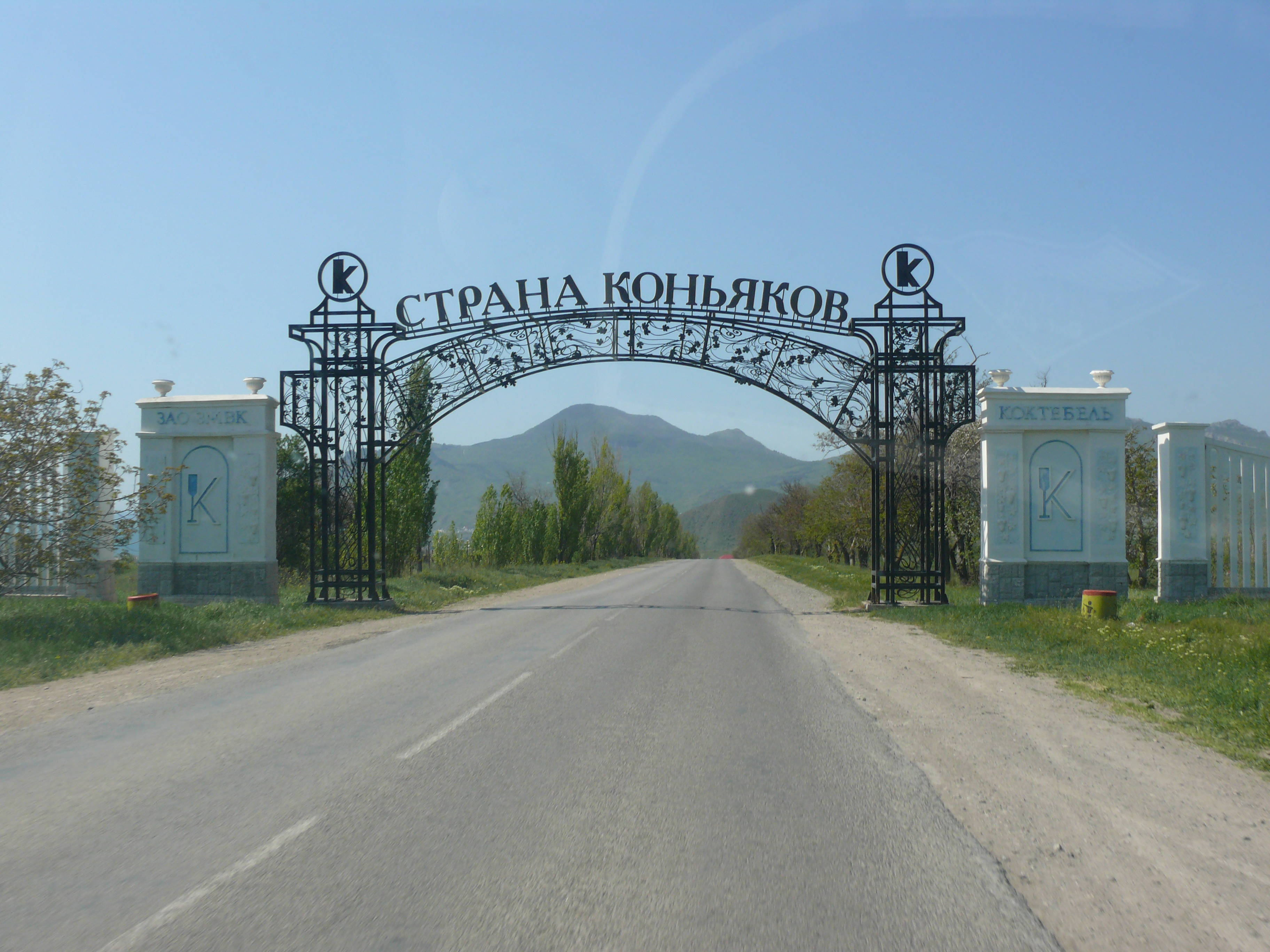
Entrée du « Pays du Cognac » à Koktebel.

Koktebel est réputée pour ses vignobles, plantés sur les coteaux de la rivière Otouzka, et favorisés par le climat et le sol calcaire. Des fouilles archéologiques ont montré que la culture de la vigne était déjà pratiquée au VIIe siècle av. J.-C., dans cette région qui s'appelait alors la Cimmérie. En 1879, l'exploitation viticole y a été relancée par un médecin, Edward Young, puis par son fils Alexandre. Après la Révolution, l'exploitation fut confiée à des sovkhozes, mais à la fin de la Seconde Guerre mondiale la superficie cultivée était tombée à 200 ha seulement ; la production de vin redémarra réellement vers 1950. Les vignes couvrent à nouveau aujourd'hui 1 200 ha, et produisent des grands vins, des eaux-de-vie de type « cognac » et des vins madérisés (« Madera Koktebel' »). Il existe également sur place une œnothèque qui conserve 500 000 bouteilles.

## Galerie

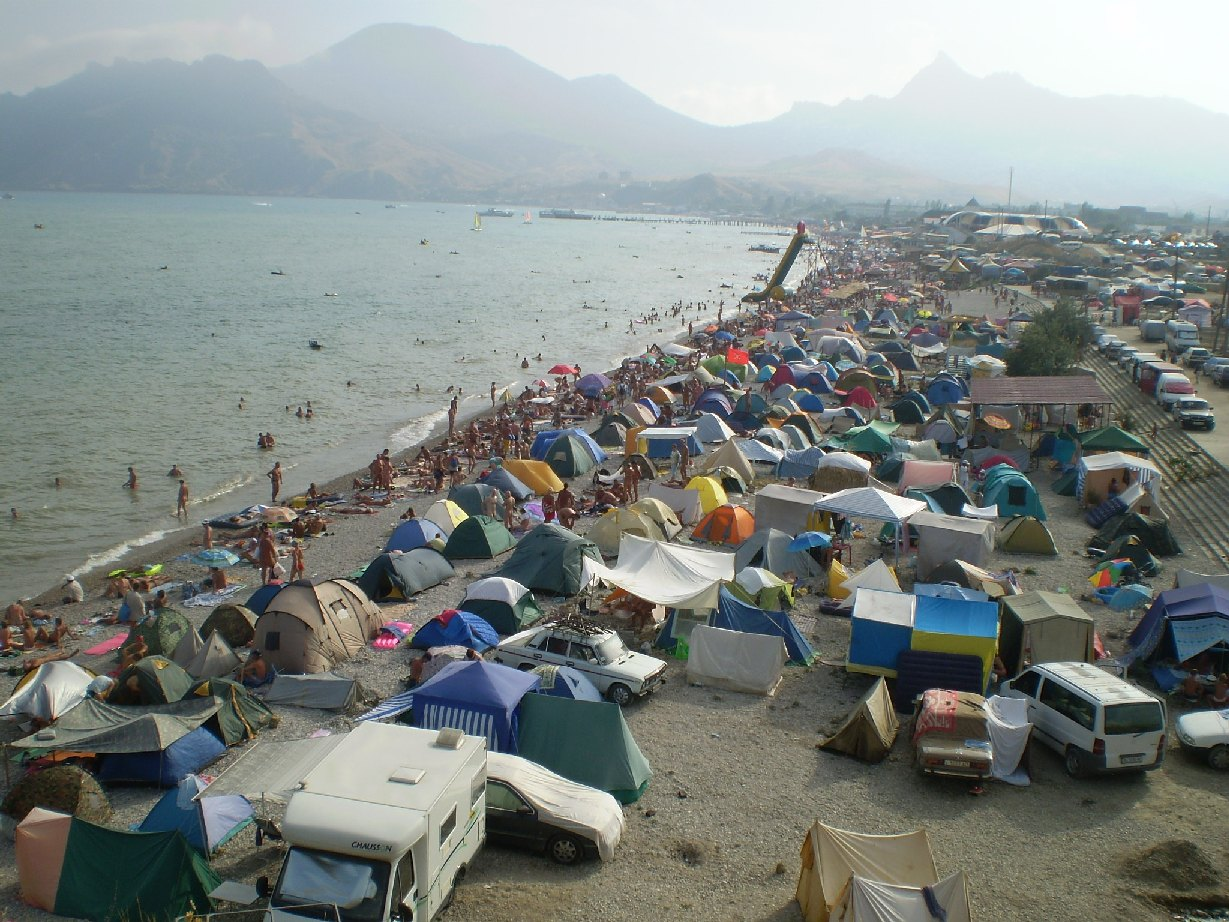
Plage naturiste de Koktebel
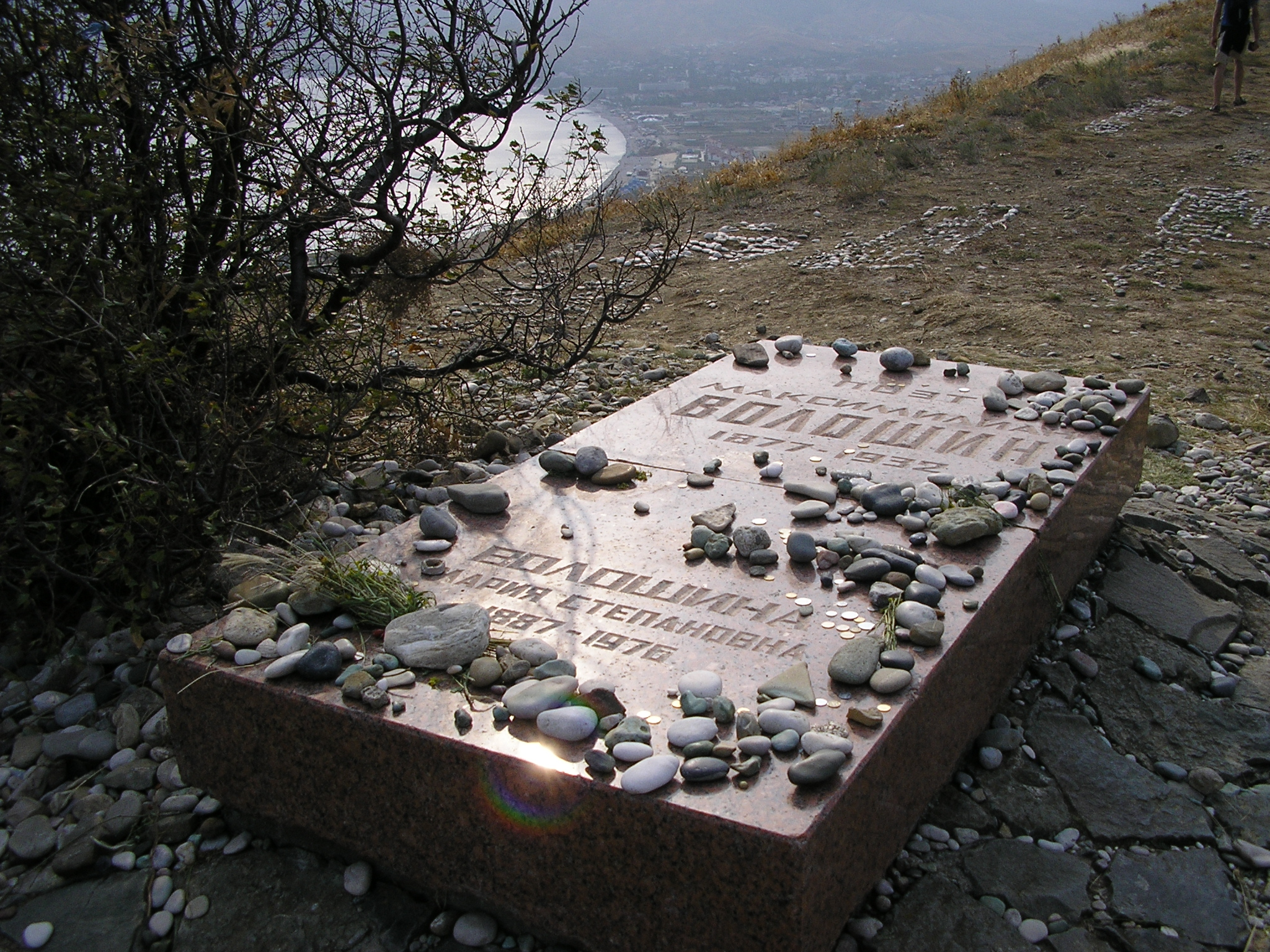
Tombe de Maximilian Volochine

Vue panoramique de la baie de Koktebel